# Ischia (Insel)
Ischia [ˈiskja] (anhörenⓘ) ist eine italienische Insel. Sie ist mit 46 km² die größte Insel im Golf von Neapel. Die Hauptinsel der Phlegräischen Inseln gehört zur Metropolitanstadt Neapel in Kampanien.

## Name
Die Insel trug zuerst den griechischen Namen Πιθηκούσσαι Pithekoussai, dessen Etymologie unsicher ist.
Zum einen wird er mit dem griechischen Wort πίθηκος pithekos, deutsch ‚Affe‘, in Verbindung gebracht und im Mythos, wie ihn z. B. Ovid in seinen Metamorphosen erzählt, auf die Verwandlung der Kerkopen in Affen zurückgeführt.
Zum anderen wird der Name von der Bezeichnung für ein Tongefäß, griechisch πίθος Pithos, hergeleitet, was auf eine dort ansässige Tonverarbeitung schließen lässt.
Die Römer nannten die Insel Aenaria oder dichterisch Inarime. Auch bei den lateinischen Namen besteht eine Unklarheit, da in manchen Quellen eine Insel Aenaria von der Insel Pithecusa bzw. Inarime von Pithecusae unterschieden wird. Dies ist womöglich darauf zurückzuführen, dass die Griechen Pithekoussai für die beiden größeren dort beieinander liegenden Inseln, Ischia und Procida, gleichermaßen verwendet haben könnten.
Der heutige Name Ischia taucht vermutlich zum ersten Mal 812 in einem Brief des Papstes Leo III an Karl den Großen auf, in dem davon die Rede ist, dass die Mauren eine Insel namens Iscla maior unweit von Neapel gestürmt hätten. Der Ursprung dieses Namens, sofern nicht eine Verkürzung des lateinischen insula, ist unklar.

## Geografie

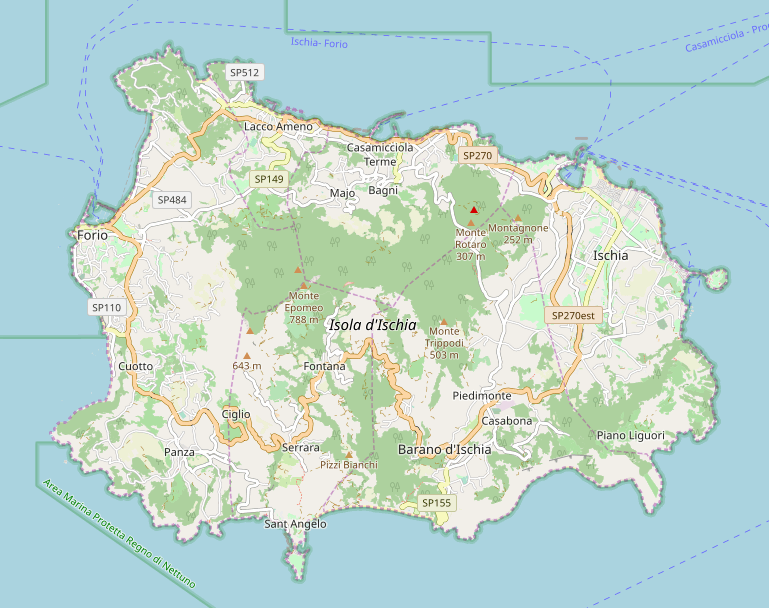
Karte der Insel, Quelle: OSM

Ischia ist vulkanischen Ursprungs. Die höchste Erhebung ist der Monte Epomeo mit 789 m s.l.m..
Vor rund 55.000 Jahren förderte eine große explosive Eruption rund 40 Kubikkilometer Bims und vulkanische Asche zu Tage. (Bei einem der stärksten Vulkanausbrüche in historischer Zeit, dem des Krakatau im Jahre 1883, waren es nur 20 Kubikkilometer.) Durch den Einbruch der nun geleerten Magmakammer sanken die Ablagerungen unter den Meeresspiegel. Erneutes Eindringen von Lava in den Untergrund hob die darüber liegenden Schichten – es entstand die heutige Insel – und zerlegte sie dabei in Staffelbrüche. Im Norden hob sich die Scholle stärker, so dass der Abfall vom Monte Epomeo dorthin steiler ist.
Entlang der Bruchlinien trat Lava aus (letzter Ausbruch im Jahr 1302), und noch heute dringt heißes Wasser (stellenweise fast 100 °C) als natürliche Fumarolen (Marontistrand) oder in Bohrungen zu Tage.
Die Insel hat etwas mehr als 67.500 Einwohner und ist in sechs Gemeinden aufgeteilt: Ischia (mit den Ortsteilen Porto und Ponte), Casamicciola Terme, Lacco Ameno, Forio (mit dem Ortsteil Panza), Serrara Fontana und Barano d’Ischia.
Ischia Porto ist der wirtschaftliche Mittelpunkt der Insel, da hier auch der wesentliche Fährverkehr zwischen der Insel und dem Festland abgewickelt wird, und Forio das kulturelle Zentrum.
Die Fläche Ischias beträgt ca. 46,3 km². Der Inselumfang liegt bei ca. 34 km.

## Flora und Fauna

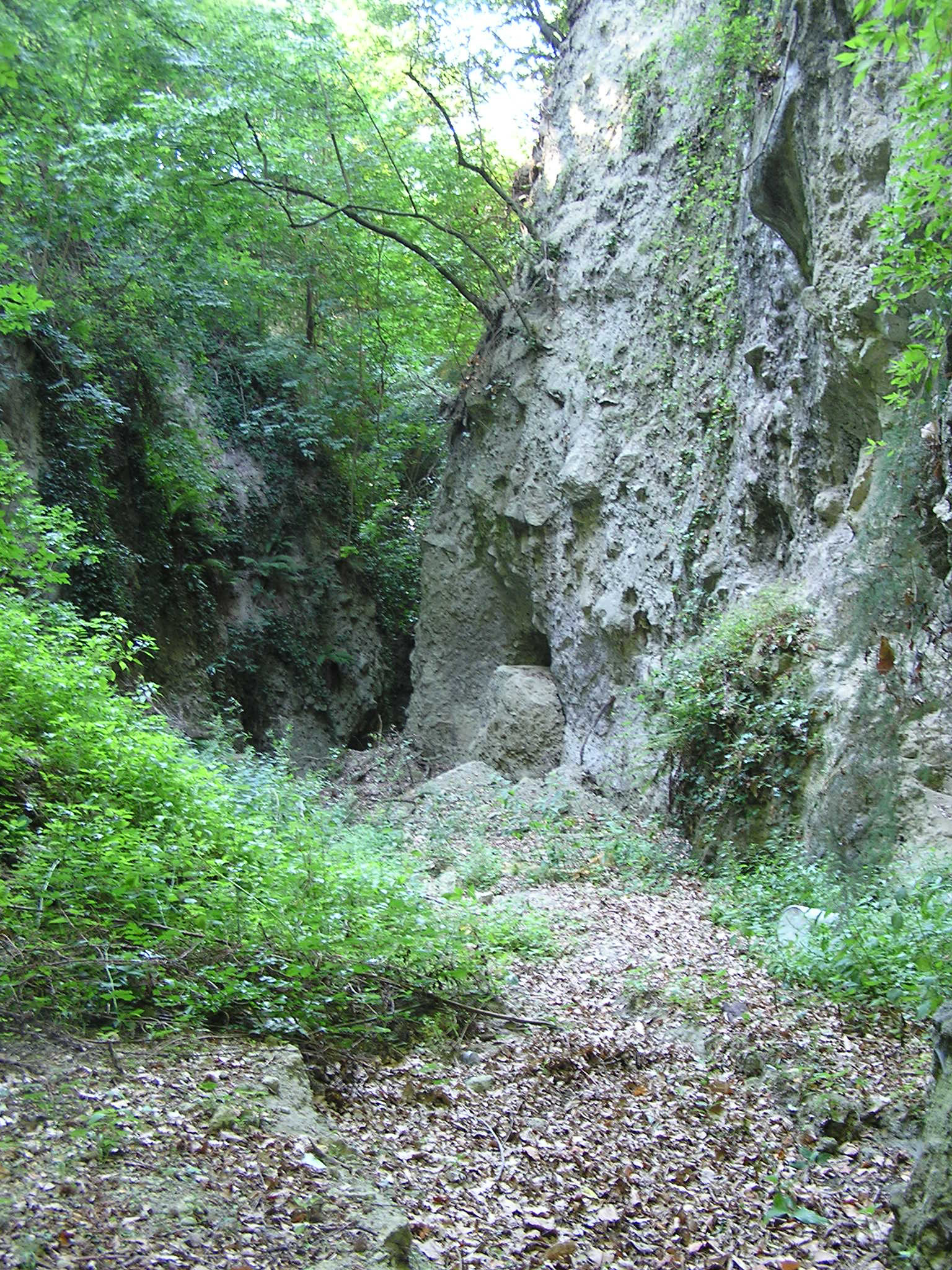

Die Insel weist einen sehr hohen Artenreichtum auf. Fast überall sind Eidechsen und Geckos anzutreffen. Zahlreiche Schmetterlings- und andere Insektenarten lassen sich beobachten.
Der Norden der Insel ist dichter bewachsen, und durch das Klima bedingt wachsen viele Kulturpflanzen sehr gut (Wein, Tomaten, Zitronen, Feigen, Granatäpfel, Datteln). Die Insel wird intensiv bis in steile Regionen bewirtschaftet.

## Klima
In der touristischen Saison (etwa Juni bis Anfang Oktober) liegen die Tages-Maximaltemperaturen zwischen 26 °C und 35 °C. Im Sommer gibt es pro Monat durchschnittlich vier Regentage, das Meer ist von Juni bis Oktober 21 °C warm oder wärmer.

## Geschichte

### Von der griechischen Besiedlung bis in das 9. Jahrhundert
Ischia wurde im zweiten Viertel des 8. Jahrhunderts v. Chr. von griechischen Kolonisten aus Chalkis und Eretria besiedelt, die die Insel Πιθηκούσσαι Pithekoussai nannten. Wenige Jahrzehnte später verließen die griechischen Siedler Ischia und gründeten auf dem gegenüber liegenden Festland die Stadt Kyme.
Von Ischia stammt der berühmte „Nestorbecher“, mit der ältesten bekannten Inschrift in griechischer Schrift. Dieses Fundstück befindet sich inzwischen im Museo Archeologico di Pithecusae.
831 errichteten muslimische Sarazenen auf der Insel einen Piratenstützpunkt.

### Ab dem 19. Jahrhundert
Im 19. Jahrhundert war Ischia ein beliebtes Reiseziel des europäischen Adels. Am 28. Juli 1883 zerstörte ein schweres Erdbeben die Orte Casamicciola und Lacco Ameno. Dem Erdbeben fielen insgesamt 2.333 Menschen zum Opfer, darunter 625 Touristen. Über 700 Menschen wurden verletzt und um die 1360 Gebäude wurden, auch infolge mehrerer stärkerer Nachbeben, vollständig zerstört. Das Beben von 1883 reihte sich in eine ganze Reihe von Erdbeben ein, die ab der Mitte des 19. Jahrhunderts die Insel trafen. Zwei Jahre vor dem vernichtenden Erdbeben von 1883 waren bei einem Erdbeben am 4. März 1881 bereits 127 Menschen in Casamicciola und Umgebung getötet worden.
Ischia entwickelte sich Anfang des 20. Jahrhunderts zu einer bekannten Künstlerkolonie. Schriftsteller und Maler aus der ganzen Welt wurden angezogen. Eduard Bargheer, Hans Purrmann und Arrigo Wittler lebten auf der Insel. Rudolf Levy, Werner Gilles, Max Peiffer Watenphul mit Kurt Craemer und Vincent Weber hielten sich im Fischerdorf Sant’Angelo am Südzipfel der Insel kurz vor Ausbruch des Zweiten Weltkriegs auf. Erst Anfang der 1950er Jahre begann der Kurtourismus erneut. Damals lebte in Forio eine recht beachtliche Künstlerkolonie aus Schriftstellern, Komponisten und bildenden Künstlern, darunter Ingeborg Bachmann. Elizabeth Taylor und Luchino Visconti hielten sich hier zu Dreharbeiten auf. Auch Charlie Chaplin, Maria Callas, Gina Lollobrigida, Audrey Hepburn, das Ehepaar Hitchcock, Peter Ustinov, die Familie Karajan, aber auch das Ehepaar Merkel besuchten die Insel.

### Naturkatastrophen
Außer den genannten Erdbeben kommt es auch immer wieder zu Erdrutschen. Dabei starben zwischen 1910 und 2022 mehr als 40 Menschen.
Zu diesen Erdrutschen gehören:
- 24. Oktober 1910, 15 Todesopfer
- 3. Oktober 1939, 1 Todesopfer
- 18. Februar 1966, 1 Todesopfer
- 7. Juni 1978, 5 Todesopfer
- 3. August 1983, 1 Todesopfer
- 23. Februar 1987, 1 Todesopfer
- 30. April 2006, 4 Todesopfer
- 10. November 2009, 1 Todesopfer
- 25. Februar 2015, 1 Todesopfer
- 26. November 2022, mind. 10 Todesopfer[13]

## Persönlichkeiten
Gegen Ende der römischen Republik gehörte die Insel Oktavian, dem späteren Kaiser Augustus, der sie aber im Jahr 29 v. Chr. gegen die Insel Capri eintauschte.
Auf Ischia geboren wurde der Bühnen- und Filmschauspieler Eduardo Ciannelli (1889–1969).
Der englische Komponist Sir William Walton lebte und starb auf Ischia. Seine Frau Susana errichtete nach Plänen des Gartenarchitekten Russell Page den Park „La Mortella“, in dem auch die Asche Waltons beigesetzt wurde.

## Sehenswürdigkeiten

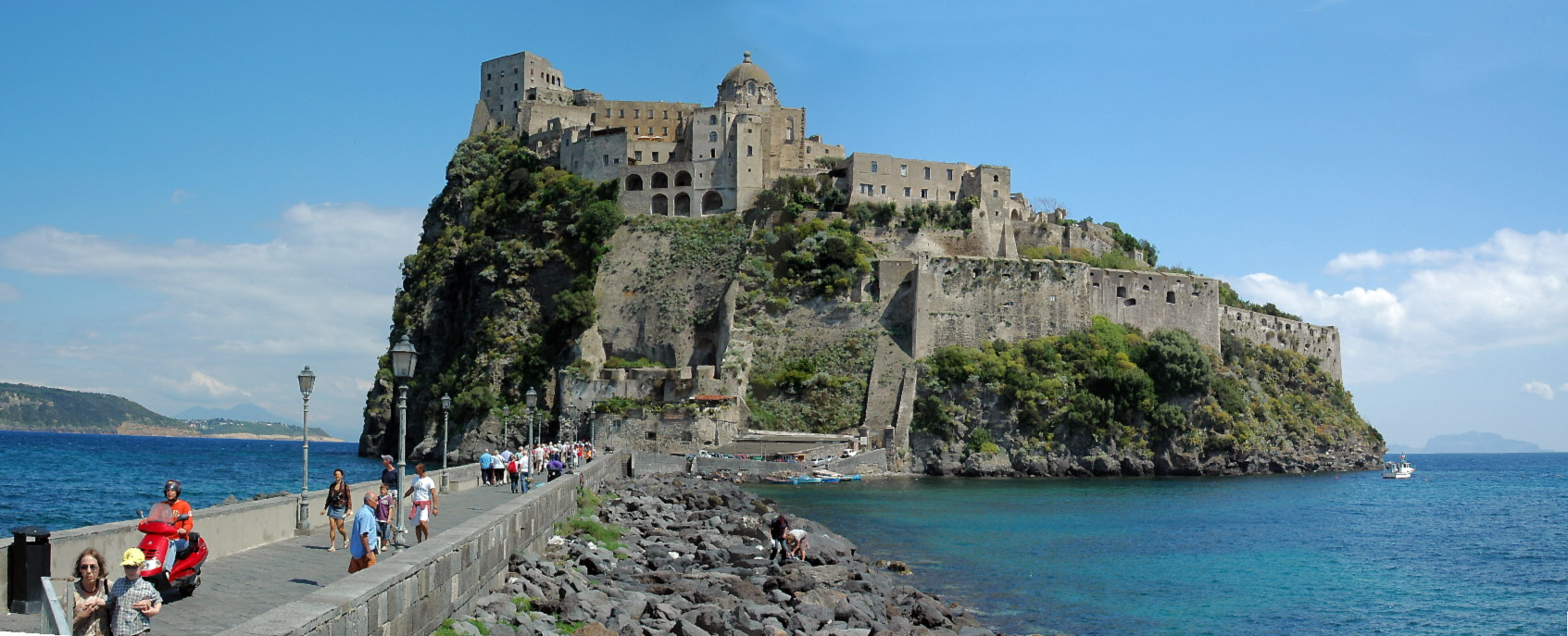
Castello Aragonese, Hintergrund links: Vesuv, rechts: Capri

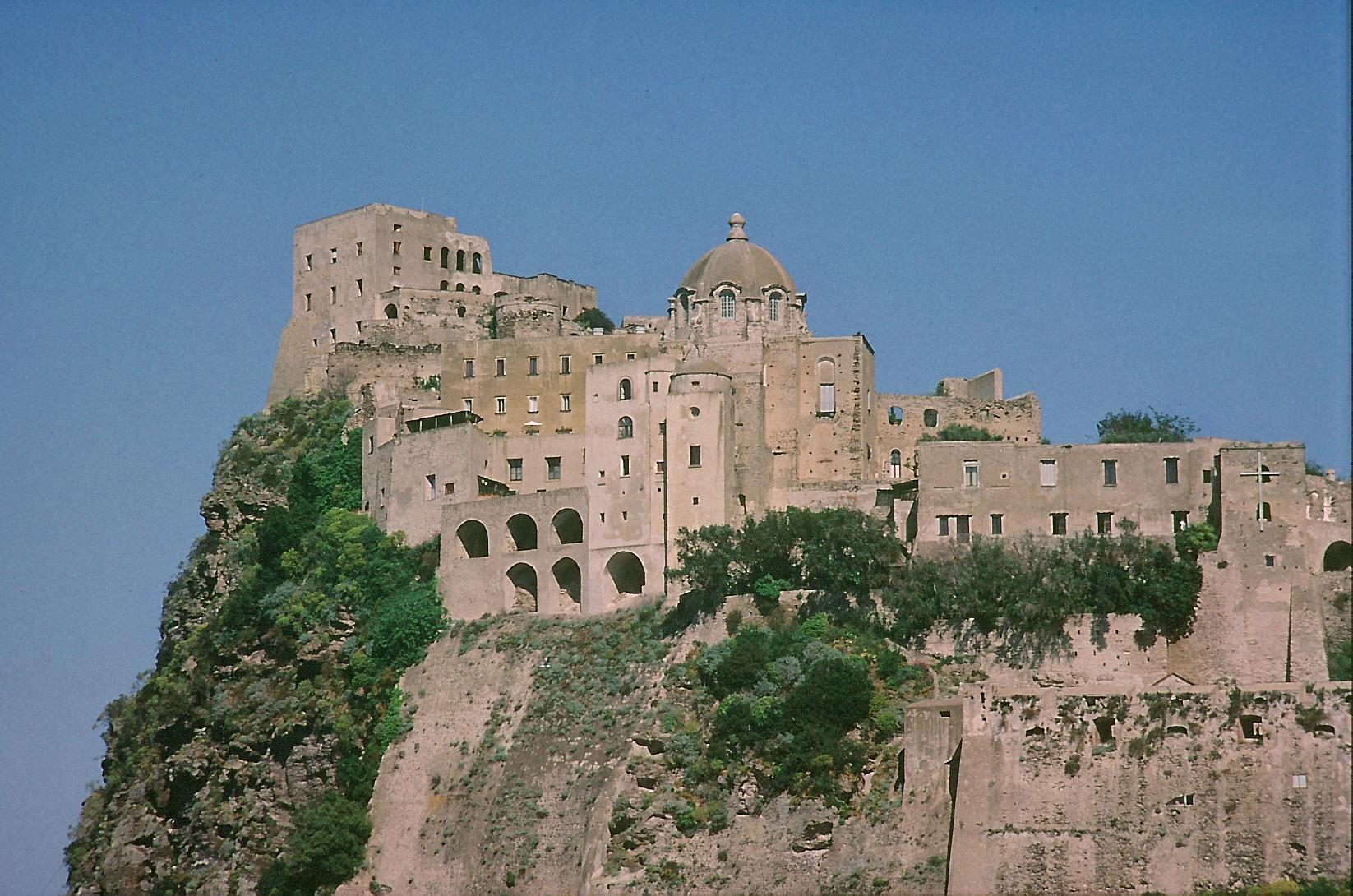
Castello Aragonese

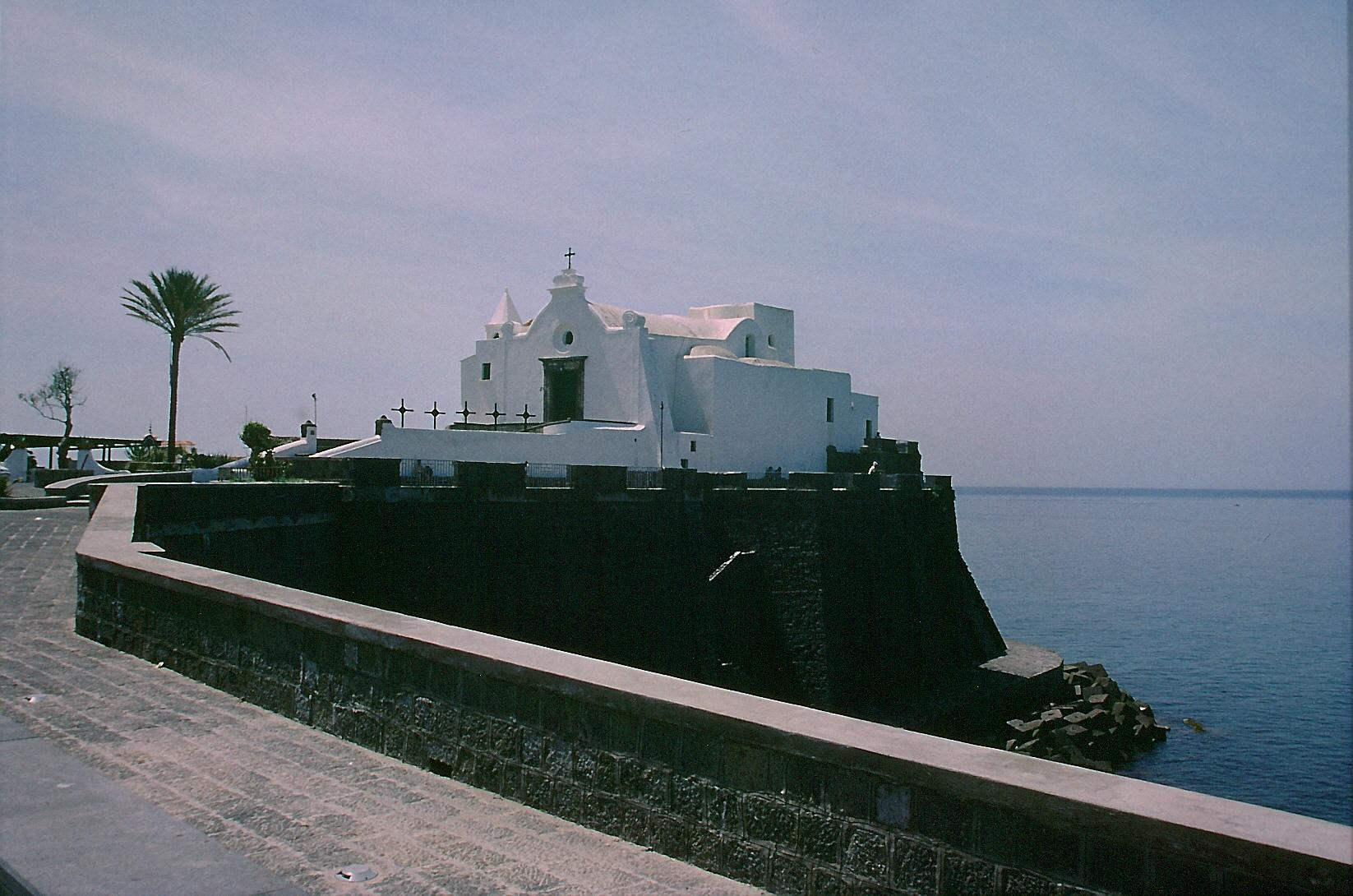
Santa Maria del Soccorso in Forio

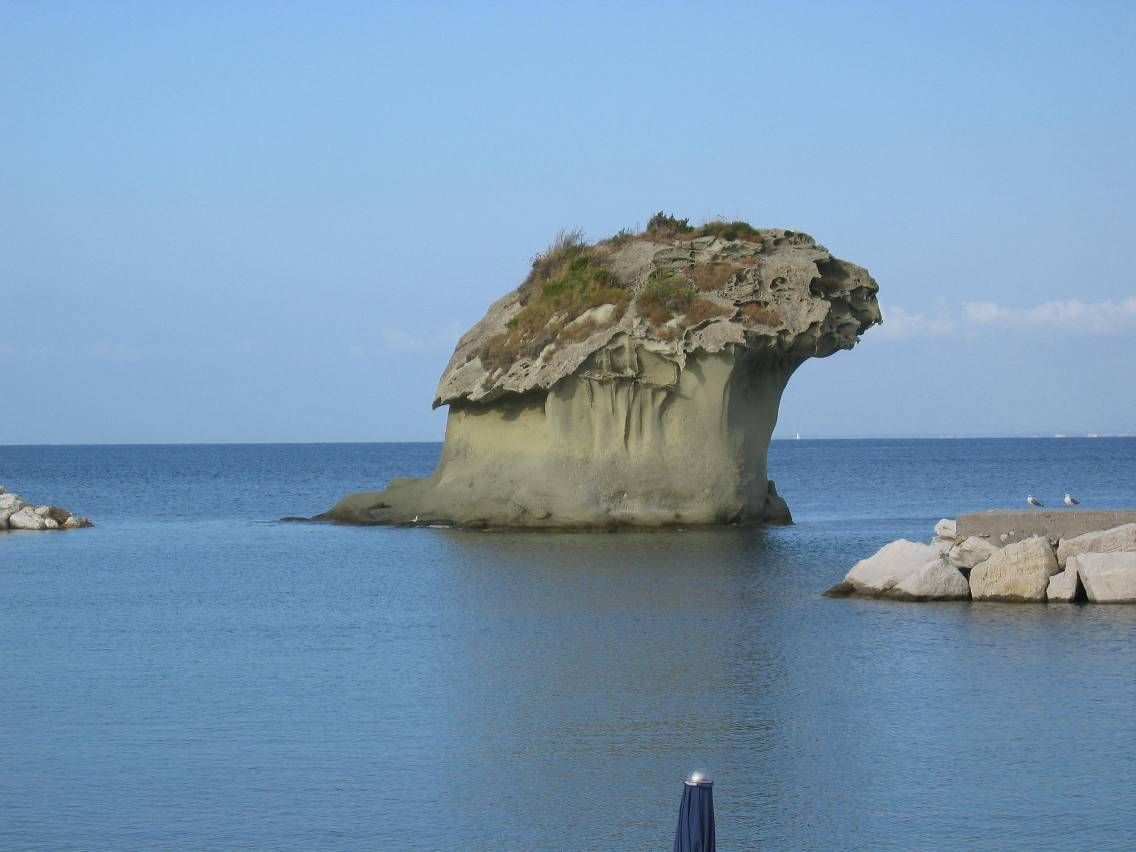
Fungo in Lacco Ameno

Sant’Angelo

Das Castello Aragonese in Ischia Ponte ist eine auf einem Felsen – knapp vor der Küste – liegende Festung. Auf dem Felsen ist ein Garten mit Olivenbäumen, Oleander, Kakteen, Palmen und vielen weiteren Pflanzen angelegt. Die Festung, die heute im Privatbesitz ist und besichtigt werden kann, wurde seit dem 12. Jahrhundert von vielen Eroberern eingenommen und besetzt. Im Mittelalter wohnten zu Spitzenzeiten 1890 Familien sowie Nonnen, Priester und Fürsten auf dem Felsen.
In der Nonnengruft wurden in einem kleinen Gewölbe entlang der Wände gemauerte Sessel errichtet. Diese hatten in der Sitzfläche eine Öffnung. Verstarb nun eine Nonne, wurde der Leichnam auf einen solchen Sessel gesetzt und verweste in dieser Haltung. Die dabei entweichenden Körperflüssigkeiten flossen durch die Öffnung in der Sitzfläche und tropften in ein spezielles Gefäß, welches unter dem Sessel platziert wurde. War der Leichnam vollständig skelettiert, wurde dieser in einen besonderen Knochenraum gebracht. Die lebenden Nonnen verbrachten täglich mehrere Stunden in dieser Gruft zum Meditieren über den Tod. Durch die schlechte Luft und das teilweise vergiftete Klima in der Nonnengruft verstarben viele von ihnen frühzeitig.
Da die Insel vulkanischen Ursprungs ist, sind auf der Insel mehrere Heilbäder vorhanden. Die heißen Quellen speisen an mehreren Stellen auf der Insel Bäder mit einer Vielzahl von Becken mit unterschiedlichen Temperaturen. Eine Besonderheit ist ihr Radon-Gehalt, dem eine besondere Heilwirkung zugeschrieben wird.

## Anreise und Verkehr
Abgesehen vom Hubschrauberlandeplatz eines Luxushotels ist die Insel nur mit der Fähre erreichbar, entweder von Neapel oder von Pozzuoli aus. Den neapolitanischen Anleger Molo Beverello erreicht man vom Flughafen Neapel oder vom Hauptbahnhof Napoli Centrale aus am einfachsten mit dem Alibus, der im 20-Minuten-Takt verkehrt.
Mit der Fähre (Traghetto) dauert die Überfahrt vom Hafen „Porta di Massa“ in Neapel ca. eineinhalb Stunden.
Schneller, aber teurer und nur ohne Auto geht es mit Katamaranen und Tragflächenbooten (Aliscafi), die sowohl von Beverello als auch zum Teil vom separat gelegenen Anleger Molo Mergellina fahren. Diese Überfahrt dauert je nach Schiffstyp und Route ca. 35 bis 50 Minuten. Tragflächenboote fahren ab einem bestimmten Seegang nicht mehr.
Auf der Insel kann man die öffentlichen Buslinien der E.A.V (ehem. S.E.P.S.A.) benutzen, die einmal die Insel mit der Linie CD (im Uhrzeigersinn) und CS (gegen den Uhrzeigersinn) umrundet, sowie eine Reihe weiterer Linien.
Für die Besteigung des Monte Epomeo wurden früher Maultiere mit Führer angeboten. Da die Führungen nicht mehr rentabel sind, wurden sie vor einigen Jahren eingestellt.
Von Forio aus gelangt man mit dem Bus oder Taxi auch nach Sant’Angelo im äußersten Südzipfel der Insel. Das Felsendorf ist der einzige autofreie Ort auf der Insel.

## Wirtschaft

### Kuren, Tourismus und Sonstiges
Wegen des milden Klimas und der Thermalquellen wurde Ischia schon früh ein touristisches Ziel und vor allem ein Ziel von Menschen, die in den Quellen Heilung suchten. Der Tourismus spielt die wichtigste Rolle in der Wirtschaft der Insel. Von der Insel aus sind verschiedene Ausflugsziele wie (Neapel, Vesuv, Amalfiküste, Capri, Herculaneum, Paestum sowie ein Besuch der Nachbarinsel Procida) buchbar.
Etwa 5 Mio. Besucher kommen jedes Jahr nach Ischia, davon 500.000 Deutsche, seit 2001 ist ihre Zahl jedoch rückläufig. Dagegen steigt die Zahl der russischen Gäste. 5000 deutsche Staatsbürger haben sich auf Ischia niedergelassen.
An zweiter Stelle steht die Fischerei, meist von einheimischen Familien betrieben.
Der einst bedeutende Wirtschaftszweig der feinen Korbflechterei existiert nur noch in folkloristisch-touristisch verwerteten Überbleibseln.

### Weinbau
Der Weinbau wird traditionell von den Senioren gepflegt, um den familieneigenen Hotel- oder Restaurantbetrieb zu versorgen.
Auf der gesamten Insel werden Weiß- und Rotweine mit der Bezeichnung Ischia DOC erzeugt, die schon seit 1966 eine „kontrollierte Herkunftsbezeichnung“ (Denominazione di origine controllata – DOC) besitzen, zuletzt am 7. März 2014 bestätigt.
Folgende Sorten werden angebaut:
- Ischia Bianco (auch als Superiore und Spumante) werden hauptsächlich aus den Rebsorten Forastera und Biancolella erzeugt.
- Ischia Rosso besteht überwiegend aus Guarnaccia und Piedirosso (lokal auch Per ‘e palummo genannt).
- Weiterhin werden auch Weine mit der Erwähnung einer Rebsorte vermarktet. Dabei muss die genannte Rebsorte zu mindestens 85 % enthalten sein. Es sind dies: Ischia Forastera, Ischia Biancolella sowie Ischia Piedirosso.[15]

### Kaninchenzucht
Auf Ischia wurde eine spezielle Art der Kaninchen gezüchtet, die in erster Linie mit den Anforderungen der Landwirtschaft in den Weinbergen und Feldern zusammenhängt, aus denen die optimale Form der natürlichen Tierzucht entstand: das Grubenkaninchen. Die auf der Insel vorhandenen zahlreichen Löcher und Gruben, die durch die Entnahme von Erde für den Weinbau entstanden, dienen nun zur Kaninchenzucht. Die Tiere können sich hier wie in Freiheit bewegen und graben, was sie bei Käfighaltung nie tun würden. Die Züchter füttern sie zusätzlich mit lokalen Kräutern und Pflanzen. Die Kaninchen werden vor Ort geschlachtet und bilden auf dem Teller eine besondere regionale Spezialität.

## In den Medien

### Filme
Auf Ischia spielt die bekannte Filmkomödie Avanti, Avanti! aus dem Jahr 1972 von Billy Wilder, die ein folkloristisches Bild der Insel zu Beginn der 1970er Jahre zeichnet. In weiteren Filmen diente Ischia als Drehort und Kulisse:
- 1952 Der rote Korsar (The Crimson Pirate, USA).
- 1957 spielte Romy Schneider in Scampolo eine einheimische junge Frau.
- 1959 wurde der Film Nur die Sonne war Zeuge (Plein Soleil, F/I) mit Alain Delon in der Hauptrolle zum großen Teil auf Ischia gedreht. Ischia repräsentiert dabei den fiktiven Ort Mongibello. Auch das Remake Der talentierte Mr. Ripley (The Talented Mr. Ripley, USA 1999) wurde auf Ischia gedreht.
- 1961 Freddy und der Millionär, eine deutsch/italienische Filmkomödie mit Freddy Quinn und Heinz Erhardt.
- 1961 Rendezvous in Ischia mit Domenico Modugno.
- 1962 Auf Wiedersehn am blauen Meer
- 1963 Cleopatra mit Elizabeth Taylor und Richard Burton.
- 1966 dient St. Angelo, im Süden der Insel gelegen, als Kulisse für Szenen des fiktiven Küstenortes Sevalio in dem Film Jagt den Fuchs! (Caccia alla volpe, F/GB/I) mit Peter Sellers und Britt Ekland.
- 1972 Avanti, Avanti! mit Jack Lemmon und Juliet Mills.
- 2009 drehte der französische Regisseur Benoît Jacquot auf Ischia den Film Villa Amalia mit Isabelle Huppert in der Hauptrolle. Eine freistehende Villa zwischen Porto D'Ischia und Casamicciola diente als Drehort. Dieser Film bildete auch den Auftakt zum siebten Ischia Film Festival im selben Jahr.

### Fernsehen
2010 startete bei dem italienischen Fernsehsender Canale 5 die TV-Serie I delitti del cuoco, in der Bud Spencer einen pensionierten Polizisten spielt, der auf der Insel ein Restaurant eröffnet. Mitte der 1990er Jahre spielten einige Handlungsstränge der Serie Lindenstraße auf der Insel.

### Bücher mit dem Thema Ischia (Auswahl)
- Christine Brückner: Letztes Jahr auf Ischia.
- Truman Capote: Ischia. (Reiseerzählung)
- Edgar Kupfer-Koberwitz: Ischia, die vergessene Insel.